# 长葛市中医院
长葛市中医院是一家位于河南长葛市的二级甲等中医院，1986年9月23日在原城关镇卫生院的基础上改建而成立，1996年11月由副科级升级为正科级单位，地址处于长葛市建设路南段。

## 简介
医院占地面积1.02万平米，建筑面积7793平米（其中业务用房6155平米），150张床位，343名在职工，269名卫技人员，其中10名高级职称，94名中级职称。有行管后勤科室8个，门诊科室33个，辅助检查科室4个，急救站1个，病区9个；有双排螺旋CT、CR、500毫安X光机、彩超、B超、碎石机、半自动生化分析仪等医疗设备120余台；年门诊病人10万余人次，住院病人近5000人次，手术1200余次。

## 荣誉
- 1994年获评河南省卫生系统先进单位[3]

先后被河南省中医管理局确为：
- 河南省重点县（市）中医院
- 急诊急救能力建设单位
- 针灸理疗康复特色专科建设单位
- 中风特色专科建设单位